# Podróż (utwór)
Podróż – trzecia ballada rockowa zespołu IRA pochodząca z albumu 1993 rok. Została zamieszczona na jedenastym przedostatnim miejscu, trwa 4 minuty i 5 sekund i jest czwartym co do najkrótszego utworu z płyty.
Tekst utworu opowiada o magicznym miejscu, gdzie czas płynie wolniej, nie ma tam kłamstwa ani obłudy. Autorem tekstu do utworu oraz kompozytorem jest basista grupy Piotr Sujka.
Piosenka ma nieco łagodniejsze brzmienie, w którym słychać melodyjne i łatwo wpadające w ucho gitarowe riffy, utwór posiada również melodyjną solówkę gitarową w wykonaniu gitarzysty Piotra Łukaszewskiego.
Utwór sporadycznie pojawiał się na koncertach zespołu promujących płytę.
Obecnie Podróż nie jest w ogóle grana na koncertach przez zespół.

## Twórcy
IRA
- Artur Gadowski – śpiew, chór
- Wojtek Owczarek – perkusja
- Piotr Sujka – gitara basowa, chór
- Kuba Płucisz – gitara rytmiczna
- Piotr Łukaszewski – gitara prowadząca

Produkcja
- Nagrywany oraz miksowany: 8 lutego – marzec 1993 w Studio S-4 w Warszawie
- Producent muzyczny: Leszek Kamiński
- Realizator nagrań: Leszek Kamiński
- Montaż płyty: Krzysztof Audycki
- Aranżacja: Piotr Sujka
- Tekst piosenki: Piotr Sujka
- Zdjęcia wykonał: Dariusz Majewski
- Projekt graficzny: Zbigniew Majerczyk
- Pomysł okładki: Wojtek Owczarek oraz Marek Maj
- Sponsor zespołu: Mustang Poland